# Деніз Ертан
Деніз Ертан (тур. Deniz Ertan, 1 січня 2004) — турецька плавчиня. Учасниця Чемпіонату Європи з водних видів спорту 2021 в естафеті 4x200 метрів вільним стилем і змішаній естафеті 4x200 метрів вільним стилем.
Кваліфікувалась на літні Олімпійські ігри 2020 на дистанції 800 метрів вільним стилем.